# Ragna Nielsen

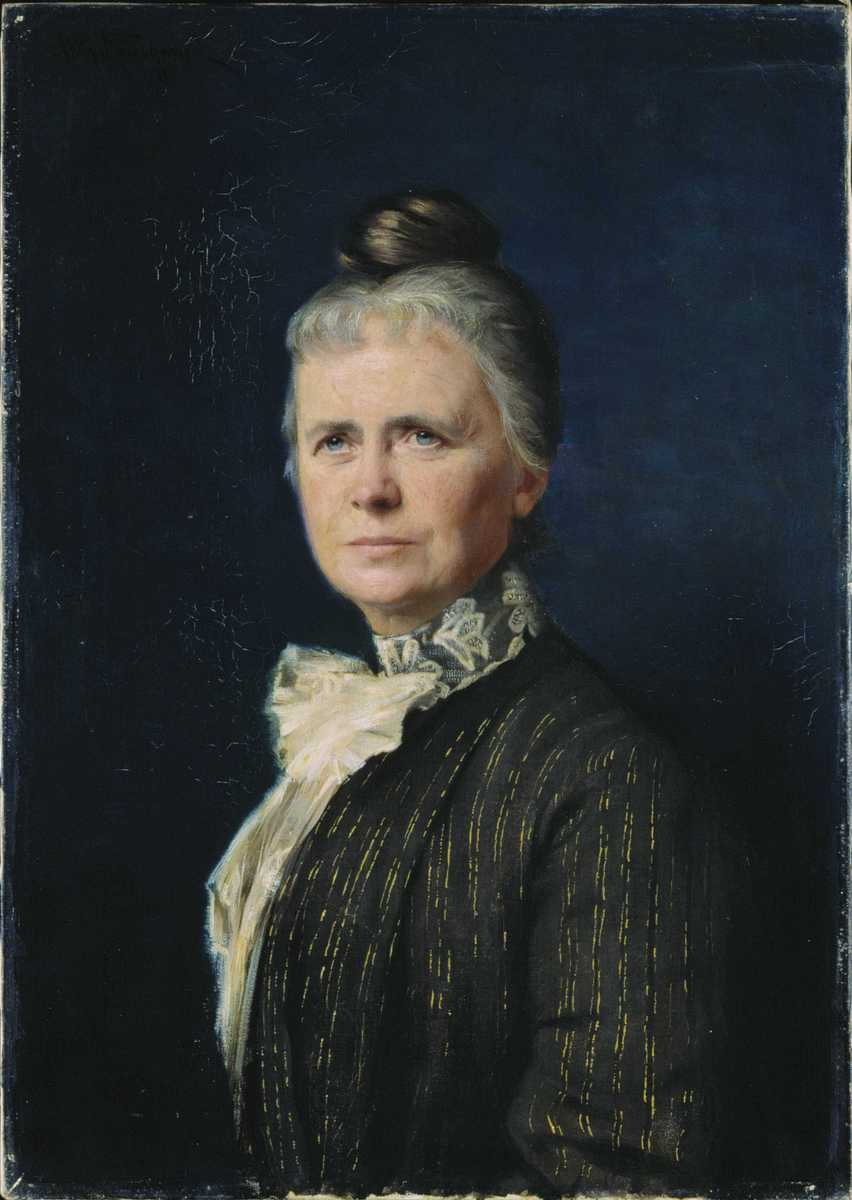
Ragna Nielsen, Porträt von Asta Nørregaard

Ragna Vilhelmine Nielsen (* 17. Juli 1845 in Kristiania; † 29. September 1924 ebenda), geborene Ullmann, war eine norwegische Pädagogin, Schulleiterin, Publizistin, liberale Politikerin und Frauenrechtlerin.

## Leben
Nielsen besaß und leitete die Ragna Nielsens Schule, eine der berühmtesten norwegischen Schulen jener Zeit und das erste koedukative Gymnasium Norwegens. Sie war Präsidentin der Norsk Kvinnesaksforening und des Riksmålsforbundet und Vortragsrednerin im Leseforeningen for kvinner. 1906 wurde sie in den Stadtrat von Kristiania gewählt. Durch ihr breites Engagement in verschiedenen Organisationen, ihre publizistische Tätigkeit und ihre Leitung der Schule, die ihren Namen trug, war Ragna Nielsen zu ihrer Zeit eine der berühmtesten Frauen Norwegens.

## Publikationen
- Nielsen, Ragna (1884). Foredrag om Fællesundervisning: holdt i Norsk Kvindesags-Forening den 24de November 1884. Kristiania: I Kommission hos Boghandlerne Olaf Huseby & Olaf Olsen.
- Nielsen, Ragna (1892). Hedda Gabler og Thea Elvsted: foredrag : holdt i N.K.F. onsdag 13. januar. Kristiania: Dagbladets bogtrykkeri.
- Nielsen, Ragna (1895). Norsk Kvindesagsforenings Andragende til Justisdepartementet: et Ord til Kvinder i By og Bygd. Kristiania: Aschehoug.
- Nielsen, Ragna (1904). Norske Kvinder i det 19de Aarhundrede. Kristiania: Det norske Aktieforlag.
- Nielsen, Ragna (1915). „Bare en liten hjertefeil“ og andre historier. Kristiania: Aschehoug.